# Promoball Volleyball Flero 2015-2016
Questa voce raccoglie le informazioni riguardanti il Promoball Volleyball Flero nelle competizioni ufficiali della stagione 2015-2016.

## Stagione

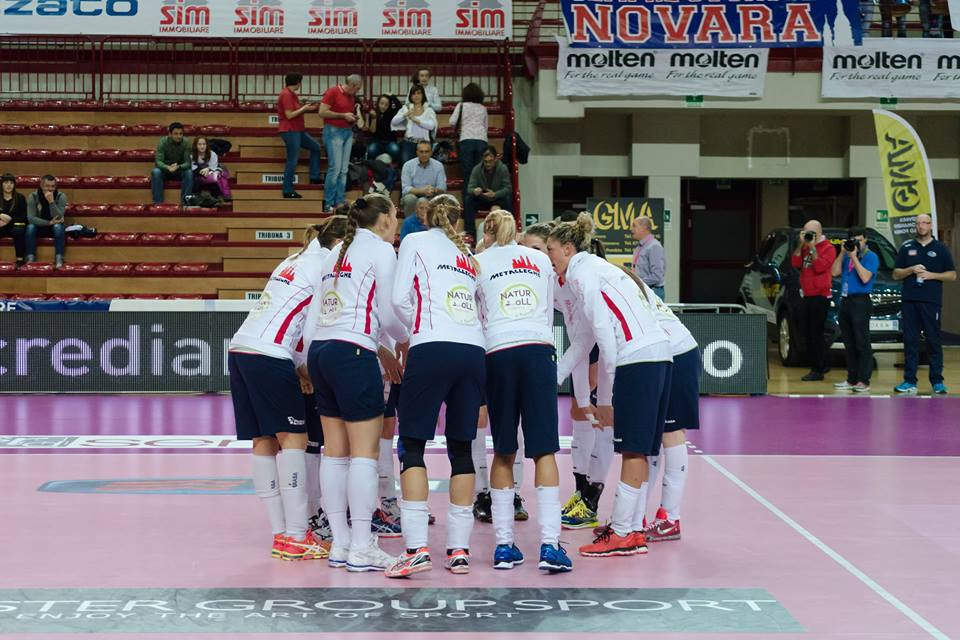
La squadra durante il riscaldamento

La stagione 2015-16 è per il Promoball Volleyball Flero, sponsorizzato da Metalleghe e Sanitars, oltre a portare nella denominazione la città di Montichiari, sede delle partite casalinghe, la seconda consecutiva in Serie A1; viene sia confermato l'allenatore, Leonardo Barbieri, che buona parte della rosa come Simona Gioli, Maren Brinker, Berenika Tomsia, Ludovica Dalia e Luna Carocci: tra gli acquisti spiccano quelli di Cristina Barcellini, Dominika Sobolska e Gilda Lombardo, mentre tra le cessioni quelle di Rossella Olivotto, Laura Saccomani, Liesbet Vindevoghel e Sara Alberti.
Il campionato si apre con la sconfitta esterna inflitta dal River Volley, mentre la prima vittoria arriva alla seconda giornata contro la LJ Volley: nelle successive quattro giornate la squadra di Flero vince una sola partita, per poi aggiudicarsene tre di seguito dalla settima alla nona giornata; nelle ultime tre giornate del girone di andata viene sconfitta due volte, chiudendo all'ottavo posto e qualificandosi per la Coppa Italia. Anche il girone di ritorno inizia con una gara persa, seguita poi da due successi in trasferta: il club lombardo tornerà poi alla vittoria solo alla ventiduesima giornata contro la Futura Volley Busto Arsizio; i due successi nelle ultime due giornate di regular season permettono alla squadra di conservare l'ottavo posto in classifica e qualificarsi, per la prima volta, ai play-off scudetto. Nei quarti di finale dei play-off scudetto la sfida è contro l'Imoco Volley: dopo aver perso gara 1 per 3-0, le ragazze del Promoball Volleyball Flero vengono sconfitte anche in gara 2, per 3-2, eliminate così dalla competizione.
L'ottavo posto al termine del girone di andata della Serie A1 2015-16 consente al Promoball Volley Flero di partecipare per la prima volta alla Coppa Italia; nei quarti di finale supera in trasferta l'Imoco Volley, qualificandosi per la Final Four: nelle semifinali viene tuttavia sconfitto per 3-1 dal River Volley.

## Organigramma societario
Area direttiva
- Presidente: Giuseppe Zampedri
- Presidente onorario: Guido Dusi
- Vicepresidente: Costanzo Lorenzotti
- Consigliere: Franco Zampedri, Fulvio Chiesa, Adriano Francio, Roberto Canobbio, Mauro Dal Zoppo, Gianluca Zampedri
- Segreteria generale: Gianluca Zampedri, Franca Ventura, Giuseppe Zampedri

Area organizzativa
- General manager: Franco Zampedri
- Direttore sportivo: Gianluca Zampedri
- Responsabile Lega e FIPAV: Giuseppe Zampedri, Canobbio Roberto, Gianluca Zampedri
- Responsabile enti locali: Franco Zampedri
- Responsabile scuole: Giuseppe Zampedri
- Responsabile arbitri: Roberto Canobbio
- Responsabile palazzetto: Fulvio Chiesa, Francesco Casanova, Maurizio Lonardini, Luciano Marca, Roberto Canobbio
- Responsabile materiale tecnico: Fulvio Chiesa, Nella Mensi

Area tecnica
- Allenatore: Leonardo Barbieri
- Allenatore in seconda: Fabio Parazzoli
- Scout man: Gottardo Buffoli
- Assistente allenatore: Davide Tommasini
- Responsabile settore giovanile: Mauro Dal Zoppo, Adriano Francio

Area comunicazione
- Ufficio stampa: Cinzia Giordano Lanza
- Webmaster: Adriano Francio, Cristian Cavalli, Manuel Cavalli
- Speaker: Claudio Chiari, Giampietro Mazzotti, Federico Ferrara
- Fotografo: Margherita Zacchi, Adriano Francio, Fulvio Chiesa, Miriam Maghini

Area marketing
- Ufficio marketing: Claudio Chiari, Franco Zampedri, Giuseppe Zampedri, Zampedri Gianluca, Fanelli Fabio, Claudio Chiesa, Samuele Zambon
- Biglietteria: Franca Ventura, Franco Zampedri, Agostino Carrieri, Laura Francio, Susanna Predolini

Area sanitaria
- Medico: Pier Francesco Bettinsoli
- Preparatore atletico: Roberto Benis
- Fisioterapista: Roberto Foppoli

## Rosa
| N° | Nome                | Ruolo | Data di nascita   | Nazionalità sportiva |
| -- | ------------------- | ----- | ----------------- | -------------------- |
| 1  | Luna Carocci        | L     | 10 luglio 1988    | Italia               |
| 3  | Ludovica Dalia      | P     | 25 settembre 1984 | Italia               |
| 4  | Maren Brinker       | S     | 10 luglio 1986    | Germania             |
| 5  | Berenika Tomsia     | C/O   | 18 marzo 1988     | Polonia              |
| 7  | Cristina Barcellini | S     | 20 novembre 1986  | Italia               |
| 8  | Giuditta Lualdi     | C     | 13 giugno 1995    | Italia               |
| 9  | Camilla Mingardi    | S/O   | 19 ottobre 1997   | Italia               |
| 11 | Lisa Zecchin        | P     | 18 febbraio 1992  | Italia               |
| 13 | Gilda Lombardo      | S     | 2 luglio 1989     | Italia               |
| 15 | Dominika Sobolska   | C     | 3 dicembre 1991   | Belgio               |
| 17 | Simona Gioli        | C     | 17 settembre 1977 | Italia               |

## Mercato
| Acquisti | Acquisti            | Acquisti            | Acquisti   |
| R.       | Nome                | da                  | Modalità   |
| -------- | ------------------- | ------------------- | ---------- |
| S        | Cristina Barcellini | Imoco               | definitivo |
| S        | Gilda Lombardo      | inattiva            | definitivo |
| C        | Giuditta Lualdi     | Neruda              | definitivo |
| C        | Dominika Sobolska   | MKS                 | definitivo |
| P        | Lisa Zecchin        | Robur Tiboni Urbino | definitivo |

| Cessioni | Cessioni            | Cessioni        | Cessioni   |
| R.       | Nome                | a               | Modalità   |
| -------- | ------------------- | --------------- | ---------- |
| C        | Sara Alberti        | Savino Del Bene | definitivo |
| P        | Serena Milani       | VCE Monselice   | definitivo |
| C        | Rossella Olivotto   | Casalmaggiore   | definitivo |
| S        | Laura Saccomani     | Forlì           | definitivo |
| S        | Natalia Serena      | Chieri '76      | definitivo |
| S        | Liesbet Vindevoghel | Saint-Raphaël   | definitivo |
| L        | Patrizia Zampedri   | Cisterna        | definitivo |

## Risultati

### Serie A1

#### Girone di andata
| 1ª giornata - 18 ottobre 2015 PalaBanca, Piacenza             | River         | 3 - 1 | Flero                  | 25-15, 28-26, 20-25, 25-20        |
| 2ª giornata - 25 ottobre 2015 PalaGeorge, Montichiari         | Flero         | 3 - 0 | LJ                     | 25-23, 25-22, 25-14               |
| 3ª giornata - 31 ottobre 2015 PalaGeorge, Montichiari         | Flero         | 1 - 3 | Obiettivo Risarcimento | 26-24, 17-25, 18-25, 23-25        |
| 4ª giornata - 4 novembre 2015 PalaRadi, Cremona               | Casalmaggiore | 3 - 0 | Flero                  | 25-19, 30-28, 25-15               |
| 5ª giornata - 8 novembre 2015 PalaGeorge, Montichiari         | Flero         | 3 - 2 | Club Italia            | 19-25, 25-15, 18-25, 26-24, 15-9  |
| 6ª giornata - 15 novembre 2015 PalaVerde, Villorba            | Imoco         | 3 - 0 | Flero                  | 26-24, 25-23, 25-17               |
| 7ª giornata - 21 novembre 2015 PalaTerdoppio, Novara          | AGIL          | 2 - 3 | Flero                  | 23-25, 20-25, 25-18, 25-18, 14-16 |
| 8ª giornata - 29 novembre 2015 PalaGeorge, Montichiari        | Flero         | 3 - 2 | Savino Del Bene        | 25-19, 25-27, 25-18, 17-25, 15-11 |
| 9ª giornata - 2 dicembre 2015 PalaYamamay, Busto Arsizio      | Busto Arsizio | 1 - 3 | Flero                  | 23-25, 13-25, 25-16, 24-26        |
| 10ª giornata - 6 dicembre 2015 PalaGeorge, Montichiari        | Flero         | 1 - 3 | Bergamo                | 25-20, 17-25, 20-25, 19-25        |
| 11ª giornata - 13 dicembre 2015 Nelson Mandela Forum, Firenze | San Casciano  | 0 - 3 | Flero                  | 14-25, 20-25, 17-25               |
| 12ª giornata - 19 dicembre 2015 PalaGeorge, Montichiari       | Flero         | 1 - 3 | Neruda                 | 25-23, 21-25, 23-25, 21-25        |

#### Girone di ritorno
| 14ª giornata - 17 gennaio 2016 PalaGeorge, Montichiari             | Flero                  | 0 - 3 | River         | 19-25, 20-25, 20-25               |
| 15ª giornata - 23 gennaio 2016 PalaPanini, Modena                  | LJ                     | 1 - 3 | Flero         | 25-27, 25-16, 15-25, 24-26        |
| 16ª giornata - 31 gennaio 2016 Palasport Città di Vicenza, Vicenza | Obiettivo Risarcimento | 1 - 3 | Flero         | 18-25, 19-25, 25-21, 19-25        |
| 17ª giornata - 3 febbraio 2016 PalaGeorge, Montichiari             | Flero                  | 1 - 3 | Casalmaggiore | 14-25, 25-22, 19-25, 21-25        |
| 18ª giornata - 6 febbraio 2016 PalaYamamy, Busto Arsizio           | Club Italia            | 3 - 2 | Flero         | 25-21, 21-25, 25-21, 23-25, 15-10 |
| 19ª giornata - 14 febbraio 2016 PalaGeorge, Montichiari            | Flero                  | 2 - 3 | Imoco         | 25-22, 18-25, 28-26, 21-25, 13-15 |
| 20ª giornata - 20 febbraio 2016 PalaGeorge, Montichiari            | Flero                  | 0 - 3 | AGIL          | 18-25, 13-25, 22-25               |
| 21ª giornata - 28 febbraio 2016 Palazzetto dello Sport, Scandicci  | Savino Del Bene        | 3 - 0 | Flero         | 25-15, 25-23, 25-21               |
| 22ª giornata - 2 marzo 2016 PalaGeorge, Montichiari                | Flero                  | 3 - 2 | Busto Arsizio | 17-25, 25-20, 23-25, 25-16, 19-17 |
| 23ª giornata - 6 marzo 2016 PalaNorda, Bergamo                     | Bergamo                | 3 - 0 | Flero         | 25-15, 25-16, 27-25               |
| 24ª giornata - 13 aprile 2016 PalaGeorge, Montichiari              | Flero                  | 3 - 0 | San Casciano  | 26-24, 25-20, 25-22               |
| 25ª giornata - 26 marzo 2016 PalaResia, Bolzano                    | Neruda                 | 0 - 3 | Flero         | 23-25, 18-25, 19-25               |

#### Play-off scudetto
| Quarti di finale (gara 1) - 12 aprile 2016 PalaGeorge, Montichiari | Flero | 0 - 3 | Imoco | 19-25, 19-25, 22-25               |
| Quarti di finale (gara 2) - 14 aprile 2016 PalaVerde, Villorba     | Imoco | 3 - 2 | Flero | 25-19, 16-25, 18-25, 25-17, 19-17 |

### Coppa Italia

#### Fase a eliminazione diretta
| Quarti di finale - 17 febbraio 2016 PalaVerde, Villorba | Imoco | 2 - 3 | Flero | 17-25, 15-25, 25-18, 25-21, 19-21 |
| Semifinali - 19 marzo 2016 PalaDeAndré, Ravenna         | Flero | 1 - 3 | River | 27-29, 21-25, 25-23, 15-25        |

## Statistiche

### Statistiche di squadra
| Competizione | Punti | In casa | In casa | In casa | In trasferta | In trasferta | In trasferta | Totale | Totale | Totale |
| Competizione | Punti | G       | V       | P       | G            | V            | P            | G      | V      | P      |
| ------------ | ----- | ------- | ------- | ------- | ------------ | ------------ | ------------ | ------ | ------ | ------ |
| Serie A1     | 31    | 13      | 5       | 8       | 13           | 6            | 7            | 26     | 11     | 15     |
| Coppa Italia | -     | -       | -       | -       | 1            | 1            | 0            | 2      | 1      | 1      |
| Totale       | -     | 13      | 5       | 8       | 14           | 7            | 7            | 28     | 12     | 16     |

G = partite giocate; V = partite vinte; P = partite perse

### Statistiche dei giocatori
| Giocatore     | Serie A1 | Serie A1 | Serie A1 | Serie A1 | Serie A1 | Coppa Italia | Coppa Italia | Coppa Italia | Coppa Italia | Coppa Italia | Totale | Totale | Totale | Totale | Totale |
| Giocatore     | P        | PT       | AV       | MV       | BV       | P            | PT           | AV           | MV           | BV           | P      | PT     | AV     | MV     | BV     |
| ------------- | -------- | -------- | -------- | -------- | -------- | ------------ | ------------ | ------------ | ------------ | ------------ | ------ | ------ | ------ | ------ | ------ |
| C. Barcellini | 26       | 263      | 219      | 25       | 19       | 2            | 28           | 28           | 0            | 0            | 28     | 291    | 247    | 25     | 19     |
| M. Brinker    | 26       | 212      | 170      | 27       | 15       | 2            | 18           | 14           | 2            | 2            | 28     | 230    | 184    | 29     | 17     |
| L. Carocci    | 26       | -        | -        | -        | -        | 2            | -            | -            | -            | -            | 28     | -      | -      | -      | -      |
| L. Dalia      | 26       | 46       | 23       | 17       | 6        | 2            | 4            | 2            | 2            | 0            | 28     | 50     | 25     | 19     | 6      |
| S. Gioli      | 26       | 269      | 208      | 61       | 0        | 2            | 26           | 22           | 4            | 0            | 28     | 295    | 230    | 65     | 0      |
| G. Lombardo   | 22       | 33       | 31       | 2        | 0        | 2            | 0            | 0            | 0            | 0            | 24     | 33     | 31     | 2      | 0      |
| G. Lualdi     | 11       | 11       | 4        | 7        | 0        | 2            | 2            | 2            | 0            | 0            | 13     | 13     | 6      | 7      | 0      |
| C. Mingardi   | 26       | 20       | 9        | 0        | 11       | 2            | 1            | 0            | 0            | 1            | 28     | 21     | 9      | 0      | 12     |
| D. Sobolska   | 25       | 205      | 145      | 51       | 9        | 2            | 9            | 7            | 2            | 0            | 27     | 214    | 152    | 53     | 9      |
| B. Tomsia     | 26       | 509      | 451      | 41       | 17       | 2            | 52           | 48           | 3            | 1            | 28     | 561    | 499    | 44     | 18     |
| L. Zecchin    | 4        | 0        | 0        | 0        | 0        | 0            | 0            | 0            | 0            | 0            | 4      | 0      | 0      | 0      | 0      |

P = presenze; PT = punti totali; AV = attacchi vincenti; MV = muri vincenti; BV = battute vincenti